# Buccheri
Buccheri település Olaszországban, Siracusa megyében. Lakosainak száma 1729 fő (2023. január 1.). Buccheri Buscemi, Carlentini, Ferla, Francofonte, Giarratana és Vizzini községekkel határos.

## Népesség
A település népességének változása:
| Lakosok száma | 1979 | 1951 | 1729 |
|               | 2017 | 2018 | 2023 |